# Pygmaeorchis
Pygmaeorchis là một chi thực vật có hoa trong họ, Orchidaceae.